# Quatrième circonscription du Val-d'Oise
La quatrième circonscription du Val-d'Oise est l'une des dix circonscriptions législatives françaises que compte le département du Val-d'Oise (95) situé en région Île-de-France.

## Description géographique et démographique
La quatrième circonscription du Val-d'Oise est délimitée par le découpage électoral de la loi no 86-1197 du 24 novembre 1986
, elle regroupe les divisions administratives suivantes : cantons de Eaubonne, Ermont, Franconville, Saint-Leu-la-Forêt.
D'après le recensement général de la population en 1999, réalisé par l'INSEE, la population totale de cette circonscription est estimée à 108 183 habitants,.

Carte de la quatrième circonscription du Val d'Oise de 1967 à 1986
Carte de la quatrième circonscription du Val d'Oise de 1988 à 2012

## Historique des députations
| Législature | Début de mandat | Fin de mandat | Député            | Parti politique                    | Observations                                                                           |
| ----------- | --------------- | ------------- | ----------------- | ---------------------------------- | -------------------------------------------------------------------------------------- |
| Xe          | 2 avril 1993    | 21 avril 1997 | Francis Delattre, | UDF,                               | Mandat écourté à la suite d'une dissolution parlementaire décidée par Jacques Chirac.  |
| XIe         | 12 juin 1997    | 18 juin 2002  | Francis Delattre  | UDF-PR                             | -                                                                                      |
| XIIe        | 19 juin 2002    | 19 juin 2007  | Francis Delattre, | UMP,                               | -                                                                                      |
| XIIIe       | 20 juin 2007    | 19 juin 2012  | Claude Bodin      | UMP                                | -                                                                                      |
| XIVe        | 20 juin 2012    | 20 juin 2017  | Gérard Sebaoun    | PS                                 | -                                                                                      |
| XVe         | 21 juin 2017    | 21 juin 2022  | Naïma Moutchou    | LREM (2017-2021) HOR (depuis 2021) | -                                                                                      |
| XVIe        | 22 juin 2022    | 9 juin 2024   | Naïma Moutchou    | HOR                                | Mandat écourté à la suite d'une dissolution parlementaire décidée par Emmanuel Macron. |
| XVIIe       | 8 juillet 2024  | En cours      | Naïma Moutchou    | HOR                                |                                                                                        |

## Historique des élections

### Élections de 1967
| Candidat         | Candidat                 | Parti          | Premier tour | Premier tour | Second tour | Second tour |  |
| Candidat         | Candidat                 | Parti          | Voix         | %            | Voix        | %           |  |
| ---------------- | ------------------------ | -------------- | ------------ | ------------ | ----------- | ----------- |  |
|                  | René Ribière élu         | UD-Ve          | 27 790       | 42,22        | 31 981      | 50,17       |  |
|                  | Jeannette Vanderschooten | PCF            | 13 006       | 19,76        | 22          | 0,03        |  |
|                  | Léon Hovnanian           | FGDS (CIR)     | 12 467       | 18,94        | 31 740      | 49,79       |  |
|                  | André Petit              | CD (PDM)       | 8 590        | 13,05        | Retrait     | Retrait     |  |
|                  | Roger Leroy              | PSU            | 3 968        | 6,03         |             |             |  |
|                  |                          |                |              |              |             |             |  |
| Inscrits         | Inscrits                 | Inscrits       | 80 980       | 100,00       | 80 968      | 100,00      |  |
| Abstentions      | Abstentions              | Abstentions    | 14 033       | 17,33        | 15 210      | 18,79       |  |
| Votants          | Votants                  | Votants        | 66 947       | 82,67        | 65 758      | 81,21       |  |
| Blancs et nuls   | Blancs et nuls           | Blancs et nuls | 1 126        | 1,68         | 2 015       | 3,06        |  |
| Exprimés         | Exprimés                 | Exprimés       | 65 821       | 98,32        | 63 743      | 96,94       |  |
| Source : CEVIPOF |                          |                |              |              |             |             |  |

Le suppléant de René Ribière était Claude Sapède, maire adjoint d'Ermont.

### Élections de 1968
| Candidat         | Candidat                   | Parti          | Premier tour | Premier tour | Second tour | Second tour |  |
| Candidat         | Candidat                   | Parti          | Voix         | %            | Voix        | %           |  |
| ---------------- | -------------------------- | -------------- | ------------ | ------------ | ----------- | ----------- |  |
|                  | René Ribière sortant réélu | UDR (URP)      | 27 548       | 42,11        | 32 811      | 52,87       |  |
|                  | Léon Hovnanian             | FGDS (CIR)     | 11 612       | 17,75        | 29 248      | 47,13       |  |
|                  | Claude Gatignon            | PCF            | 10 576       | 16,17        | Retrait     | Retrait     |  |
|                  | Jean Brumeaux              | CD (PDM)       | 9 006        | 13,77        | Retrait     | Retrait     |  |
|                  | Serge Scher                | PSU            | 2 874        | 4,39         |             |             |  |
|                  | Louis Girard               | Divers gauche  | 1 767        | 2,70         |             |             |  |
|                  | Jean-Francois Boissel      | Divers (MPR)   | 1 044        | 1,60         |             |             |  |
|                  | Georges Zimeray            | Divers (TD)    | 987          | 1,51         |             |             |  |
|                  |                            |                |              |              |             |             |  |
| Inscrits         | Inscrits                   | Inscrits       | 80 974       | 100,00       | 80 939      | 100,00      |  |
| Abstentions      | Abstentions                | Abstentions    | 14 885       | 18,38        | 17 261      | 21,33       |  |
| Votants          | Votants                    | Votants        | 66 089       | 81,62        | 63 678      | 78,67       |  |
| Blancs et nuls   | Blancs et nuls             | Blancs et nuls | 675          | 1,02         | 1 619       | 2,54        |  |
| Exprimés         | Exprimés                   | Exprimés       | 65 414       | 98,98        | 62 059      | 97,46       |  |
| Source : CEVIPOF |                            |                |              |              |             |             |  |

Bernard Leclerc, arboriculteur, maire adjoint de Margency, était le suppléant de René Ribière.

### Élections de 1973
| Candidat           | Candidat                   | Parti                     | Premier tour | Premier tour | Second tour | Second tour |  |
| Candidat           | Candidat                   | Parti                     | Voix         | %            | Voix        | %,          |  |
| ------------------ | -------------------------- | ------------------------- | ------------ | ------------ | ----------- | ----------- |  |
|                    | René Ribière sortant réélu | UDR (URP)                 | 20 967       | 28,23        | 32 771      | 43,88       |  |
|                    | Claude Gatignon            | PCF                       | 14 435       | 19,44        | 28 626      | 38,33       |  |
|                    | Jean Maire                 | PS (UGSD)                 | 12 546       | 16,89        | Retrait     | Retrait     |  |
|                    | Léon Hovnanian             | CD (MR)                   | 10 991       | 14,8         | 13 292      | 17,8        |  |
|                    | Henri Hatrel               | Divers droite             | 10 052       | 13,53        | Retrait     | Retrait     |  |
|                    | Jean-Claude Hubi           | PSU                       | 2 945        | 3,97         |             |             |  |
|                    | Guy Borri                  | Divers droite (Gaullisme) | 1 480        | 1,99         |             |             |  |
|                    | Marguerite Maillant        | FP                        | 454          | 0,61         |             |             |  |
|                    | Jean Madon                 | Divers droite             | 399          | 0,54         |             |             |  |
|                    |                            |                           |              |              |             |             |  |
| Inscrits           | Inscrits                   | Inscrits                  | 91 944       | 100,00       | 91 785      | 100,00      |  |
| Abstentions        | Abstentions                | Abstentions               | 16 441       | 17,88        | 15 402      | 16,78       |  |
| Votants            | Votants                    | Votants                   | 75 503       | 82,12        | 76 383      | 83,22       |  |
| Blancs et nuls     | Blancs et nuls             | Blancs et nuls            | 1 234        | 1,63         | 1 694       | 2,22        |  |
| Exprimés           | Exprimés                   | Exprimés                  | 74 269       | 98,37        | 74 689      | 97,78       |  |
| Source : Data.gouv |                            |                           |              |              |             |             |  |

En 1975, René Ribière rejoint le Mouvement des démocrates de Michel Jobert, qu'il quitte en 1978 pour revenir au RPR. Son suppléant était Gilles Le Béguec, assistant en Faculté de lettres et de sciences humaines, gaulliste de gauche.

### Élections de 1978
| Candidat       | Candidat             | Parti                   | Premier tour | Premier tour | Second tour | Second tour |  |
| Candidat       | Candidat             | Parti                   | Voix         | %            | Voix        | %           |  |
| -------------- | -------------------- | ----------------------- | ------------ | ------------ | ----------- | ----------- |  |
|                | André Petit élu      | UDF (CDS)               | 18 656       | 21,55        | 48 127      | 54,58       |  |
|                | Jean Maire           | PS                      | 15 295       | 17,67        | 40 049      | 45,42       |  |
|                | Francis Combes       | PCF                     | 14 827       | 17,13        | Retrait     | Retrait     |  |
|                | Guy Sabatier         | RPR                     | 13 935       | 16,1         | Retrait     | Retrait     |  |
|                | René Ribière sortant | diss. RPR               | 8 677        | 10,02        |             |             |  |
|                | Michel Beauvais      | Écologie 78             | 4 858        | 5,61         |             |             |  |
|                | François Gayet       | MRG                     | 3 635        | 4,2          |             |             |  |
|                | Louis Girard         | Divers droite (PSD)     | 2 035        | 2,35         |             |             |  |
|                | François Marmèche    | PSU (FA)                | 1 149        | 1,33         |             |             |  |
|                | Marie Ruat           | Extrême droite (PFN)    | 1 027        | 1,19         |             |             |  |
|                | Simone Vidal         | Divers gauche (Choisir) | 976          | 1,13         |             |             |  |
|                | Jacques Barrat       | GO (MDD)                | 766          | 0,88         |             |             |  |
|                | Martine Hymbert      | Extrême gauche (LO)     | 736          | 0,85         |             |             |  |
|                |                      |                         |              |              |             |             |  |
| Inscrits       | Inscrits             | Inscrits                | 105 889      | 100,00       | 105 760     | 100,00      |  |
| Abstentions    | Abstentions          | Abstentions             | 18 248       | 17,23        | 15 960      | 15,09       |  |
| Votants        | Votants              | Votants                 | 87 641       | 82,77        | 89 800      | 84,91       |  |
| Blancs et nuls | Blancs et nuls       | Blancs et nuls          | 1 069        | 1,22         | 1 624       | 1,81        |  |
| Exprimés       | Exprimés             | Exprimés                | 86 572       | 98,78        | 88 176      | 98,19       |  |

La suppléante d'André Petit était Françoise Kohler-Chevrot, avocat, conseillère municipale de Deuil-la-Barre.

### Élections de 1981
| Candidat       | Candidat                | Parti             | Premier tour | Premier tour | Second tour | Second tour |  |
| Candidat       | Candidat                | Parti             | Voix         | %            | Voix        | %           |  |
| -------------- | ----------------------- | ----------------- | ------------ | ------------ | ----------- | ----------- |  |
|                | André Petit sortant     | UDF (CDS)         | 35 764       | 47,24        | 40 172      | 49,83       |  |
|                | Marie-France Lecuir élu | PS                | 25 786       | 34,06        | 40 443      | 50,17       |  |
|                | Francis Combes          | PCF               | 9 566        | 12,64        |             |             |  |
|                | Andrée Alligier         | Divers écologiste | 3 341        | 4,41         |             |             |  |
|                | François Marmèche       | PSU               | 1 243        | 1,64         |             |             |  |
|                |                         |                   |              |              |             |             |  |
| Inscrits       | Inscrits                | Inscrits          | 108 111      | 100,00       | 108 080     | 100,00      |  |
| Abstentions    | Abstentions             | Abstentions       | 31 725       | 29,34        | 26 372      | 24,4        |  |
| Votants        | Votants                 | Votants           | 76 386       | 70,66        | 81 708      | 75,6        |  |
| Blancs et nuls | Blancs et nuls          | Blancs et nuls    | 686          | 0,9          | 1 093       | 1,34        |  |
| Exprimés       | Exprimés                | Exprimés          | 75 700       | 99,1         | 80 615      | 98,66       |  |

Marc Espa, cadre à Saint-Gratien était le suppléant de Marie-France Lecuir.

### Élections de 1988
| Candidat       | Candidat                       | Parti                      | Premier tour | Premier tour | Second tour | Second tour |  |
| Candidat       | Candidat                       | Parti                      | Voix         | %            | Voix        | %           |  |
| -------------- | ------------------------------ | -------------------------- | ------------ | ------------ | ----------- | ----------- |  |
|                | Francis Delattre sortant réélu | UDF (PR) (URC)             | 17 967       | 42,96        | 23 606      | 52,74       |  |
|                | François Gayet                 | Divers gauche (Maj. prés.) | 14 501       | 34,67        | 21 254      | 47,26       |  |
|                | Jean-Luc Mayenobe              | FN                         | 4 624        | 11,06        |             |             |  |
|                | Monique Blotin                 | PCF                        | 3 524        | 8,43         |             |             |  |
|                | Gérard Tabary                  | Divers droite              | 1 206        | 2,88         |             |             |  |
|                |                                |                            |              |              |             |             |  |
| Inscrits       | Inscrits                       | Inscrits                   | 65 144       | 100,00       | 65 106      | 100,00      |  |
| Abstentions    | Abstentions                    | Abstentions                | 22 826       | 35,04        | 19 545      | 30,02       |  |
| Votants        | Votants                        | Votants                    | 42 318       | 64,96        | 45 561      | 69,98       |  |
| Blancs et nuls | Blancs et nuls                 | Blancs et nuls             | 496          | 1,17         | 801         | 1,76        |  |
| Exprimés       | Exprimés                       | Exprimés                   | 41 822       | 98,83        | 44 760      | 98,24       |  |

Le suppléant de Francis Delattre était André Petit, ingénieur, maire d'Eaubonne, conseiller régional d'Île-de-France, ancien député (1978-1981).

### Élections de 1993
| Candidat       | Candidat                       | Parti                      | Premier tour | Premier tour | Second tour | Second tour |  |
| Candidat       | Candidat                       | Parti                      | Voix         | %            | Voix        | %           |  |
| -------------- | ------------------------------ | -------------------------- | ------------ | ------------ | ----------- | ----------- |  |
|                | Francis Delattre sortant réélu | UDF (PR)                   | 17 178       | 38,41        | 25 341      | 72,54       |  |
|                | Jean-Pierre Guidon             | FN                         | 6 668        | 14,91        | 9 594       | 27,46       |  |
|                | François Gayet                 | GÉ (EÉ)                    | 5 703        | 12,75        |             |             |  |
|                | Marcel Chermeux                | MRG (ADFP)                 | 5 132        | 11,48        |             |             |  |
|                | Rosita Jaouen                  | PCF                        | 2 746        | 6,14         |             |             |  |
|                | Fabrice David                  | UÉD                        | 1 492        | 3,34         |             |             |  |
|                | Jean-Noël Romani               | diss. RPR                  | 1 252        | 2,8          |             |             |  |
|                | Jean-Marc Réa                  | CNIP                       | 1 169        | 2,61         |             |             |  |
|                | Denis Quinqueton               | Divers gauche (Maj. prés.) | 822          | 1,84         |             |             |  |
|                | Jean-Claude Bon                | LO                         | 791          | 1,77         |             |             |  |
|                | Simone Guyon                   | RDRP                       | 773          | 1,73         |             |             |  |
|                | Joël Gaudot                    | LT-LNÉ                     | 711          | 1,59         |             |             |  |
|                | Benoît Frappé                  | PLN                        | 166          | 0,37         |             |             |  |
|                | Dora Bettini                   | AP                         | 118          | 0,26         |             |             |  |
|                |                                |                            |              |              |             |             |  |
| Inscrits       | Inscrits                       | Inscrits                   | 68 619       | 100,00       | 68 619      | 100,00      |  |
| Abstentions    | Abstentions                    | Abstentions                | 22 128       | 32,25        | 26 088      | 38,02       |  |
| Votants        | Votants                        | Votants                    | 46 491       | 67,75        | 42 531      | 61,98       |  |
| Blancs et nuls | Blancs et nuls                 | Blancs et nuls             | 1 770        | 3,81         | 7 596       | 17,86       |  |
| Exprimés       | Exprimés                       | Exprimés                   | 44 721       | 96,19        | 34 935      | 82,14       |  |

La suppléante de Francis Delattre était Lucienne Malovry, RPR, cadre d'entreprise, maire de Cormeilles-en-Parisis de 1995 à 2008.

### Élections de 1997
| Candidat       | Candidat                       | Parti                      | Premier tour | Premier tour | Second tour | Second tour |  |
| Candidat       | Candidat                       | Parti                      | Voix         | %            | Voix        | %           |  |
| -------------- | ------------------------------ | -------------------------- | ------------ | ------------ | ----------- | ----------- |  |
|                | Francis Delattre sortant réélu | UDF (PR)                   | 11 071       | 25,67        | 22 278      | 50,23       |  |
|                | François Gayet                 | PRS (PS)                   | 10 689       | 24,79        | 22 078      | 49,77       |  |
|                | Jean-Pierre Guidon             | FN                         | 7 497        | 17,39        |             |             |  |
|                | Rosita Jaouen                  | PCF                        | 3 398        | 7,88         |             |             |  |
|                | Jean-Christophe Poulet         | Les Verts                  | 1 823        | 4,23         |             |             |  |
|                | Christophe Quarez              | Divers droite (Maj. prés.) | 1 636        | 3,79         |             |             |  |
|                | Daniel Blaise                  | GÉ                         | 1 482        | 3,44         |             |             |  |
|                | Daniel Michel                  | LDI (MPF)                  | 1 407        | 3,26         |             |             |  |
|                | Jean-Claude Bon                | LO                         | 1 181        | 2,74         |             |             |  |
|                | Pierre-François Simeoni        | MÉI                        | 1 049        | 2,43         |             |             |  |
|                | Brice Guigno                   | Divers droite              | 584          | 1,35         |             |             |  |
|                | Jean Poussin                   | MDC                        | 469          | 1,09         |             |             |  |
|                | Jean-Claude Vitran             | US4J                       | 456          | 1,06         |             |             |  |
|                | Aline Courbaron                | PT                         | 271          | 0,63         |             |             |  |
|                | Benoit Frappe                  | PLN                        | 70           | 0,16         |             |             |  |
|                | Régine Baroche                 | Divers                     | 40           | 0,09         |             |             |  |
|                |                                |                            |              |              |             |             |  |
| Inscrits       | Inscrits                       | Inscrits                   | 69 026       | 100,00       | 69 026      | 100,00      |  |
| Abstentions    | Abstentions                    | Abstentions                | 24 239       | 35,12        | 21 562      | 31,24       |  |
| Votants        | Votants                        | Votants                    | 44 787       | 64,88        | 47 464      | 68,76       |  |
| Blancs et nuls | Blancs et nuls                 | Blancs et nuls             | 1 664        | 3,72         | 3 108       | 6,55        |  |
| Exprimés       | Exprimés                       | Exprimés                   | 43 123       | 96,28        | 44 356      | 93,45       |  |

Le suppléant de Francis Delattre était Jean-Marie Lelièvre, maire adjoint d'Ermont.

### Élections de 2002
| Candidat       | Candidat                   | Parti               | Premier tour | Premier tour | Second tour | Second tour |  |
| Candidat       | Candidat                   | Parti               | Voix         | %            | Voix        | %           |  |
| -------------- | -------------------------- | ------------------- | ------------ | ------------ | ----------- | ----------- |  |
|                | Francis Delattre élu       | UMP                 | 19 583       | 45,4         | 22 263      | 57,28       |  |
|                | Élisabeth Boyer            | PRG (PS, Les Verts) | 13 495       | 31,29        | 16 603      | 42,72       |  |
|                | Jean-Pierre Guidon         | FN                  | 5 246        | 12,16        |             |             |  |
|                | Alice Pelletier            | LCR                 | 978          | 2,27         |             |             |  |
|                | Éric Béhar                 | GÉ                  | 714          | 1,66         |             |             |  |
|                | Serge Cayla                | MPF                 | 551          | 1,28         |             |             |  |
|                | Jean-Noël Sanchez          | Divers droite       | 489          | 1,13         |             |             |  |
|                | Jean-François Crestey      | MNR                 | 460          | 1,07         |             |             |  |
|                | Marie-Françoise L'Hommédet | LO                  | 427          | 0,99         |             |             |  |
|                | Christophe Joseph          | Pôle républicain    | 376          | 0,87         |             |             |  |
|                | Yves Fournier              | Divers              | 331          | 0,77         |             |             |  |
|                | Serge Lorthiois            | ND                  | 262          | 0,61         |             |             |  |
|                | Aline Courbaron            | PT                  | 223          | 0,52         |             |             |  |
|                |                            |                     |              |              |             |             |  |
| Inscrits       | Inscrits                   | Inscrits            | 69 002       | 100,00       | 69 004      | 100,00      |  |
| Abstentions    | Abstentions                | Abstentions         | 25 129       | 36,42        | 28 818      | 41,76       |  |
| Votants        | Votants                    | Votants             | 43 873       | 63,58        | 40 186      | 58,24       |  |
| Blancs et nuls | Blancs et nuls             | Blancs et nuls      | 738          | 1,68         | 1 320       | 3,28        |  |
| Exprimés       | Exprimés                   | Exprimés            | 43 135       | 98,32        | 38 866      | 96,72       |  |

Le suppléant de Francis Delattre était Hugues Portelli, maire d'Ermont, Président de la Communauté de communes, professeur des universités.

### Élections de 2007
| Candidat       | Candidat                   | Parti          | Premier tour | Premier tour | Second tour | Second tour |  |
| Candidat       | Candidat                   | Parti          | Voix         | %            | Voix        | %           |  |
| -------------- | -------------------------- | -------------- | ------------ | ------------ | ----------- | ----------- |  |
|                | Claude Bodin élu           | UMP            | 16 696       | 39,27        | 21 491      | 54,94       |  |
|                | Gérard Sebaoun             | PS             | 10 241       | 24,09        | 17 626      | 45,06       |  |
|                | Jean-Pierre Enjalbert      | DLR            | 4 390        | 10,33        |             |             |  |
|                | Christophe Quarez          | UDF–MoDem      | 3 831        | 9,01         |             |             |  |
|                | Gérard Tabary              | FN             | 1 872        | 4,4          |             |             |  |
|                | Rosita Jaouen              | PCF            | 1 201        | 2,82         |             |             |  |
|                | Éric Grujard               | Les Verts      | 989          | 2,33         |             |             |  |
|                | Sylvie Parquet             | LCR            | 921          | 2,17         |             |             |  |
|                | Fabrice David              | LT-LNÉ         | 511          | 1,2          |             |             |  |
|                | Remy Besancon              | MPF            | 453          | 1,07         |             |             |  |
|                | Marie-Francoise L'Hommedet | LO             | 329          | 0,77         |             |             |  |
|                | Daniel Blaise              | MÉI            | 249          | 0,59         |             |             |  |
|                | Karim Lamouri              | Divers         | 224          | 0,53         |             |             |  |
|                | Delphine Jalladaud         | Divers         | 218          | 0,51         |             |             |  |
|                | Michel Guilhemotonia       | MNR            | 191          | 0,45         |             |             |  |
|                | Alain Poupard              | PT             | 142          | 0,33         |             |             |  |
|                | Michel Largilliere         | Divers         | 58           | 0,14         |             |             |  |
|                | Muriel Sallendre           | Divers         | 0            | 0            |             |             |  |
|                |                            |                |              |              |             |             |  |
| Inscrits       | Inscrits                   | Inscrits       | 71 858       | 100,00       | 71 858      | 100,00      |  |
| Abstentions    | Abstentions                | Abstentions    | 28 805       | 40,09        | 31 633      | 44,02       |  |
| Votants        | Votants                    | Votants        | 43 053       | 59,91        | 40 225      | 55,98       |  |
| Blancs et nuls | Blancs et nuls             | Blancs et nuls | 537          | 1,25         | 1 108       | 2,75        |  |
| Exprimés       | Exprimés                   | Exprimés       | 42 516       | 98,75        | 39 117      | 97,25       |  |

### Élections de 2012
| Candidat       | Candidat                        | Parti          | Premier tour | Premier tour | Second tour | Second tour |  |
| Candidat       | Candidat                        | Parti          | Voix         | %            | Voix        | %           |  |
| -------------- | ------------------------------- | -------------- | ------------ | ------------ | ----------- | ----------- |  |
|                | Gérard Sebaoun élu              | PS             | 15 101       | 36,96        | 20 122      | 50,25       |  |
|                | Claude Bodin sortant            | UMP            | 14 704       | 35,98        | 19 918      | 49,75       |  |
|                | Christian Malacain              | FN             | 5 209        | 12,75        |             |             |  |
|                | Patrice Lavaud                  | FG (PCF)       | 2 220        | 5,43         |             |             |  |
|                | Jean-Philippe Picard-Bachelerie | MoDem          | 1 244        | 3,04         |             |             |  |
|                | Nicole Gauvain-Kerymel          | EÉLV           | 1 120        | 2,74         |             |             |  |
|                | Jean-Marie Duplaà               | MRC            | 373          | 0,91         |             |             |  |
|                | Fabrice David                   | LT-LNÉ         | 318          | 0,78         |             |             |  |
|                | Marie-Françoise L'Hommedet      | LO             | 227          | 0,56         |             |             |  |
|                | Pascale Olivares                | AÉI            | 223          | 0,55         |             |             |  |
|                | Alain Poupard                   | POI            | 124          | 0,30         |             |             |  |
|                |                                 |                |              |              |             |             |  |
| Inscrits       | Inscrits                        | Inscrits       | 72 614       | 100,00       | 72 614      | 100,00      |  |
| Abstentions    | Abstentions                     | Abstentions    | 31 310       | 43,12        | 31 600      | 43,52       |  |
| Votants        | Votants                         | Votants        | 41 304       | 56,88        | 41 014      | 56,48       |  |
| Blancs et nuls | Blancs et nuls                  | Blancs et nuls | 441          | 1,07         | 974         | 2,37        |  |
| Exprimés       | Exprimés                        | Exprimés       | 40 863       | 98,93        | 40 040      | 97,63       |  |

### Élections de 2017
Les élections législatives françaises de 2017 ont eu lieu les dimanches 11 et 18 juin 2017.
|                                                                             |                                                                            |                           |                           |                          |                          |
|                                                                             |                                                                            | Premier tour 11 juin 2017 | Premier tour 11 juin 2017 | Second tour 18 juin 2017 | Second tour 18 juin 2017 |
|                                                                             |                                                                            |                           |                           |                          |                          |
|                                                                             |                                                                            | Nombre                    | % des inscrits            | Nombre                   | % des inscrits           |
| Inscrits                                                                    | Inscrits                                                                   | 76 060                    | 100,00                    | 76 061                   | 100,00                   |
| Abstentions                                                                 | Abstentions                                                                | 40 045                    | 52,65                     | 46 109                   | 60,62                    |
| Votants                                                                     | Votants                                                                    | 36 015                    | 47,35                     | 29 952                   | 39,38                    |
|                                                                             |                                                                            |                           | % des votants             |                          | % des votants            |
| Bulletins blancs                                                            | Bulletins blancs                                                           | 431                       | 1,20                      | 2 170                    | 7,24                     |
| Bulletins nuls                                                              | Bulletins nuls                                                             | 148                       | 0,41                      | 694                      | 2,32                     |
| Suffrages exprimés                                                          | Suffrages exprimés                                                         | 35 436                    | 98,39                     | 27 088                   | 90,44                    |
|                                                                             |                                                                            |                           |                           |                          |                          |
| Candidat Étiquette politique (partis et alliances)                          | Candidat Étiquette politique (partis et alliances)                         | Voix                      | % des exprimés            | Voix                     | % des exprimés           |
|                                                                             |                                                                            |                           |                           |                          |                          |
|                                                                             | Naïma Moutchou La République en marche                                     | 14 620                    | 41,26                     | 16 081                   | 59,37                    |
|                                                                             | Claude Bodin Les Républicains (Union des démocrates et indépendants)       | 6 028                     | 17,01                     | 11 007                   | 40,63                    |
|                                                                             | Olivia Nalpas Front national                                               | 4 003                     | 11,30                     |                          |                          |
|                                                                             | Cathy Pinheiro La France insoumise                                         | 3 951                     | 11,15                     |                          |                          |
|                                                                             | Marie-José Beaulande Parti socialiste                                      | 2 313                     | 6,53                      |                          |                          |
|                                                                             | Emmanuel Rodriguez Europe Écologie Les Verts                               | 1 319                     | 3,72                      |                          |                          |
|                                                                             | Emmanuel Landreau Union des démocrates et indépendants (Les Centristes)    | 672                       | 1,90                      |                          |                          |
|                                                                             | Philippe Lange Divers (Parti animaliste)                                   | 563                       | 1,59                      |                          |                          |
|                                                                             | Estelle Auboin Parti communiste français                                   | 555                       | 1,57                      |                          |                          |
|                                                                             | Cédric Doriol Divers (#MaVoix)                                             | 423                       | 1,19                      |                          |                          |
|                                                                             | Marie-Christine Michel Extrême droite (Souveraineté, identité et libertés) | 291                       | 0,82                      |                          |                          |
|                                                                             | Liudmila Tesson Divers (Union populaire républicaine)                      | 283                       | 0,80                      |                          |                          |
|                                                                             | Marie-Françoise L'Hommedet Lutte ouvrière                                  | 272                       | 0,77                      |                          |                          |
|                                                                             | Dany Mercier Divers gauche (Mouvement des progressistes)                   | 84                        | 0,24                      |                          |                          |
|                                                                             | Michel Lucarelli Extrême gauche (Parti ouvrier indépendant démocratique)   | 59                        | 0,17                      |                          |                          |
| Source : Ministère de l'Intérieur - Quatrième circonscription du Val-d'Oise |                                                                            |                           |                           |                          |                          |

### Élections de 2022
Les élections législatives françaises de 2022 se déroulent les dimanches 12 et 19 juin 2022.
|                                                    |                                                    |                           |                           |                          |                          |
|                                                    |                                                    | Premier tour 12 juin 2022 | Premier tour 12 juin 2022 | Second tour 19 juin 2022 | Second tour 19 juin 2022 |
|                                                    |                                                    |                           |                           |                          |                          |
|                                                    |                                                    | Nombre                    | % des inscrits            | Nombre                   | % des inscrits           |
| Inscrits                                           | Inscrits                                           | 75 579                    | 100                       | 75 566                   | 100                      |
| Abstentions                                        | Abstentions                                        | 39 248                    | 51,93                     | 39 861                   | 52,75                    |
| Votants                                            | Votants                                            | 36 331                    | 48,07                     | 35 705                   | 47,25                    |
|                                                    |                                                    |                           | % des votants             |                          | % des votants            |
| Bulletins blancs                                   | Bulletins blancs                                   | 384                       | 1,06                      | 1671                     | 4,68                     |
| Bulletins nuls                                     | Bulletins nuls                                     | 134                       | 0,37                      | 590                      | 1,65                     |
| Suffrages exprimés                                 | Suffrages exprimés                                 | 35 813                    | 98,57                     | 33 444                   | 93,67                    |
|                                                    |                                                    |                           |                           |                          |                          |
| Candidat Étiquette politique (partis et alliances) | Candidat Étiquette politique (partis et alliances) | Voix                      | % des exprimés            | Voix                     | % des exprimés           |
|                                                    |                                                    |                           |                           |                          |                          |
|                                                    | Karine Lacouture La France insoumise (NUPES)       | 10 984                    | 30,67                     | 15 575                   | 46,57                    |
|                                                    | Naïma Moutchou* Ensemble                           | 10 397                    | 29,03                     | 17 869                   | 53,43                    |
|                                                    | Régis Macé Rassemblement national                  | 4 659                     | 13,01                     |                          |                          |
|                                                    | Patrick Boullé Les Républicains                    | 4 479                     | 12,51                     |                          |                          |
|                                                    | Grégory Berthault Tous unis pour le vivant         | 2 122                     | 5,93                      |                          |                          |
|                                                    | Frédéric Georjon Reconquête                        | 2 021                     | 5,64                      |                          |                          |
|                                                    | Cindy Tucci Parti animaliste                       | 694                       | 1,94                      |                          |                          |
|                                                    | Marie-Françoise L'Hommedet Lutte ouvrière          | 302                       | 0,84                      |                          |                          |
|                                                    | Alain Poupard Parti ouvrier indépendant            | 155                       | 0,43                      |                          |                          |
| * Députée sortante                                 |                                                    |                           |                           |                          |                          |

### Élections de 2024
| Candidat                 | Candidat                   | Parti et coalition       | Nuance                   | Premier tour | Premier tour | Second tour | Second tour |
| Candidat                 | Candidat                   | Parti et coalition       | Nuance                   | Voix         | %            | Voix        | %           |
| ------------------------ | -------------------------- | ------------------------ | ------------------------ | ------------ | ------------ | ----------- | ----------- |
|                          | Karine Lacouture           | LFI (NFP)                | UG                       | 17 498       | 34,65        | 20 008      | 44,61       |
|                          | Naïma Moutchou             | HOR (ENS)                | ENS                      | 14 084       | 27,89        | 24 840      | 55,39       |
|                          | Sébastien Meurant,         | RAD (RN)                 | UXD                      | 13 238       | 26,22        | Retrait     | Retrait     |
|                          | Inthone Rodsphon           | LR (UDC)                 | LR                       | 3 003        | 5,95         |             |             |
|                          | Grégory Berthault          | LÉA (RAS)                | ECO                      | 2 132        | 4,22         |             |             |
|                          | Marie-Françoise L'Hommedet | LO                       | EXG                      | 485          | 0,96         |             |             |
|                          | Robin Durand               | SE                       | DIV                      | 52           | 0,10         |             |             |
|                          | Antonin Martin             | NPA-R                    | EXG                      | 0            | 0            |             |             |
|                          |                            |                          |                          |              |              |             |             |
| Suffrages exprimés       | Suffrages exprimés         | Suffrages exprimés       | Suffrages exprimés       | 50 492       | 98,08        | 44 848      | 92,45       |
| Votes blancs             | Votes blancs               | Votes blancs             | Votes blancs             | 728          | 1,41         | 2 780       | 5,73        |
| Votes nuls               | Votes nuls                 | Votes nuls               | Votes nuls               | 262          | 0,51         | 880         | 1,81        |
| Total                    | Total                      | Total                    | Total                    | 51 482       | 100          | 48 508      | 100         |
| Abstention               | Abstention                 | Abstention               | Abstention               | 24 780       | 32,49        | 27 751      | 36,39       |
| Inscrits / participation | Inscrits / participation   | Inscrits / participation | Inscrits / participation | 76 262       | 67,51        | 76 259      | 63,61       |